# Andras Guttormsson

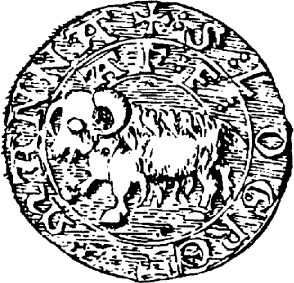
Amtssiegel von Andras Guttormsson, das auf einem Brief vom 15. August 1533 erhalten ist. Es zeigt den Widder, das Wappentier der Färöer und die Inschrift S[igillum] Logretv Manna „Siegel des Lagmanns“.

Andras Guttormsson oder Andreas Guttormsen (* um 1490; † 1544) war 1531 bis 1544 Løgmaður (Lagmann) der Färöer.

## Leben
Andras Guttormsson stammt wahrscheinlich aus Norwegen und war Sohn des dortigen Lagmanns Guttorm. Er wurde im Dezember 1531 vom dänisch-norwegischen König Frederik I zum Lagmann der Färöer ernannt und hatte seinen Sitz auf dem Hof Kálgarður in Sumba, ganz im Süden der Inseln.
Einer historisch nicht nachweisbaren Überlieferung zufolge soll Andras irgendwann während seiner Amtszeit straffällig geworden sein, und sein Sohn Guttormur Andrasson soll zum König nach Dänemark gefahren sein, um zu erreichen, dass sein Vater weiterhin Løgmaður sein durfte.